# واين سميث (لاعب كرة قدم كندية)
واين سميث هو لاعب كرة قدم كندية كندي، ولد في 24 يناير 1950 في هاليفاكس في كندا، وتوفي في 27 نوفمبر 2016.